# Gabriele Iannelli
Pour les articles homonymes, voir Jannelli.
Gabriele Iannelli, parfois orthographié Jannelli, né à Capoue le 9 février 1825 et mort le 14 décembre 1895, est un chanoine et archiviste italien.
Fondateur du musée campanien de Capoue, il mène de nombreuses études historiographiques et archéologiques sur la Campanie.

## Biographie
Gabriele Iannelli naît à Capoue le 9 février 1825.
Après des études religieuses, il devient chanoine du chapitre métropolitain de Capoue.
La Commission pour la conservation des Monuments est instituée le 21 août 1869 et Iannelli en est nommé secrétaire. C'est en prolongement des travaux de cette commission que, l'année suivante, il fonde le musée campanien de Capoue dont il devient le premier directeur. Il est également inspecteur des fouilles et des monuments de Capoue.
Ses fonctions l'amènent à entretenir une relation épistolaire suivie avec Theodor Mommsen qui a recensé les inscriptions épigraphiques du royaume de Naples.
Il réalise de nombreuses observations archéologiques et publie ou supervise la rédaction de plusieurs articles et notices. Il est l'auteur d'un registre de chartes de Capoue qui reste une référence pour l'étude historiographique de la région.
Il meurt le 14 décembre 1895.
Deux rues, à Capoue et à Naples, portent son nom.